# Osservatorio imperiale di Pechino
L'osservatorio imperiale di Pechino (in cinese: 北京古觀象台|s=北京古观象台; pinyin: Běijīng Gǔ Guānxiàngtái) è un osservatorio astronomico costruito a Pechino nel 1442 durante la dinastia Ming ed ingrandito durante la dinastia Qing.

## Storia

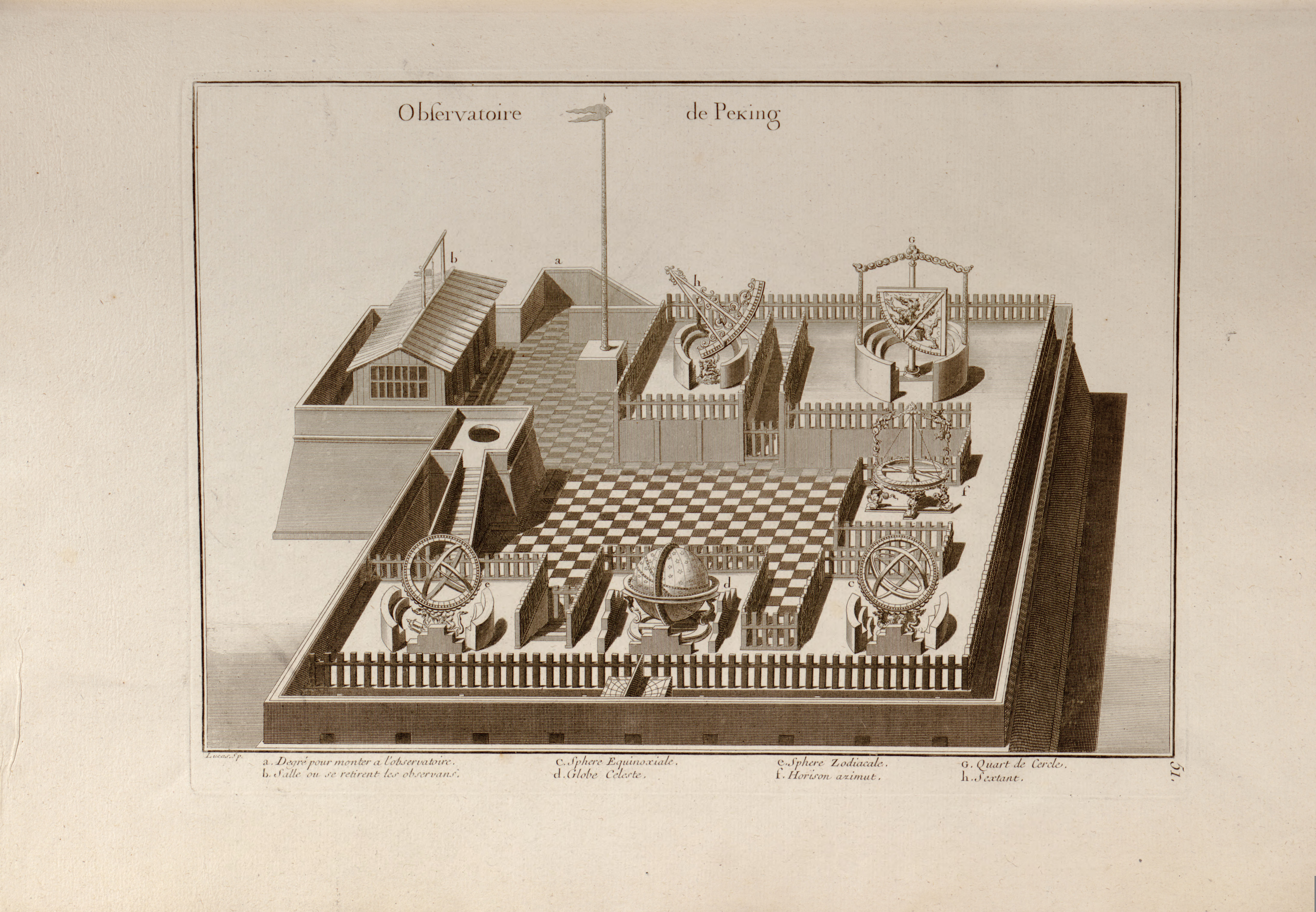
L'osservatorio in una stampa europea del 1737

L'attuale osservatorio fu terminato nel 1442. Era ospitato sullo spalto di un bastione delle mura di Pechino. Il bastione serviva anche come gnomone.
Durante il periodo Qing, sotto il regno dell'imperatore Kangxi, nel 1673 gli strumenti furono sostituiti da strumenti più moderni sotto la direzione del padre gesuita Ferdinand Verbiest ed altri ne furono aggiunti nel secolo successivo.
Durante la spedizione contro i Boxer del 1900 membri dell'Alleanza delle otto nazioni portarono in Europa alcuni strumenti. Gli strumenti furono restituiti alla Cina dai governi francese (nel 1902) e tedesco (nel 1921).  Attualmente alcuni strumenti di epoca Ming si trovano presso l'osservatorio della Montagna Purpurea a Nanchino.

## Strumenti
Gli strumenti attualmente esposti sono quelli realizzati dal gesuita fiammingo Ferdinand Verbiest a partire dal 1673, nonché quelli costruiti successivamente. 
Sulla piattaforma di osservazione si trovano i seguenti strumenti:
- Il quadrante girevole del 1673 permette di misurare l'elevazione dei corpi celesti[1].

- Il sestante del 1673 serve a misurare la distanza angolare fra due corpi celesti, nonché i diametri angolari del sole e della luna[2].

- L'altazimut del 1673 serve a determinare l'elevazione e l'azimut dei corpi celesti[3].

- La sfera armillare equatoriale del 1673 misura il vero tempo solare, nonché le coordinate equatoriali di un corpo celeste: declinazione e ascensione retta[4].

- La sfera armillare eclittica del 1673 consiste in due dischi girevoli di bronzo concentrici. Serve a calcolare le coordinate eclittiche dei pianeti e corpi del sistema solare, così come il periodo solare. Il cerchio interno viene orientato sull'eclittica[5].

- L'astrolabio sferico del 1673, oltre ad essere un globo celeste, consente di determinare i tempi in cui i corpi celesti sorgono e tramontano, così come la loro elevazioni ed azimut in un dato momento[6].

- Il teodolite, costruito nel 1715 da Kilian Stumpf, è utilizzato come il precedente altazimut per misurare l'elevazione e l'azimut dei corpi celesti[7].

- La nuova sfera armillare del 1744 fu costruita dai gesuiti Ignatius Koegler e August von Hallerstein. Questo strumento permette di determinare le coordinate equatoriali degli astri, nonché gli istanti esatti in cui essi sorgono e tramontano. Serve inoltre a calcolare il tempo solare. Questa sfera armillare è munita di due cerchi di ascensione retta per effettuare misure differenziali fra coordinate equatoriali[8].

Nell'osservatorio si trovava anche un sismografo progettato da Zhang Heng.

## Note

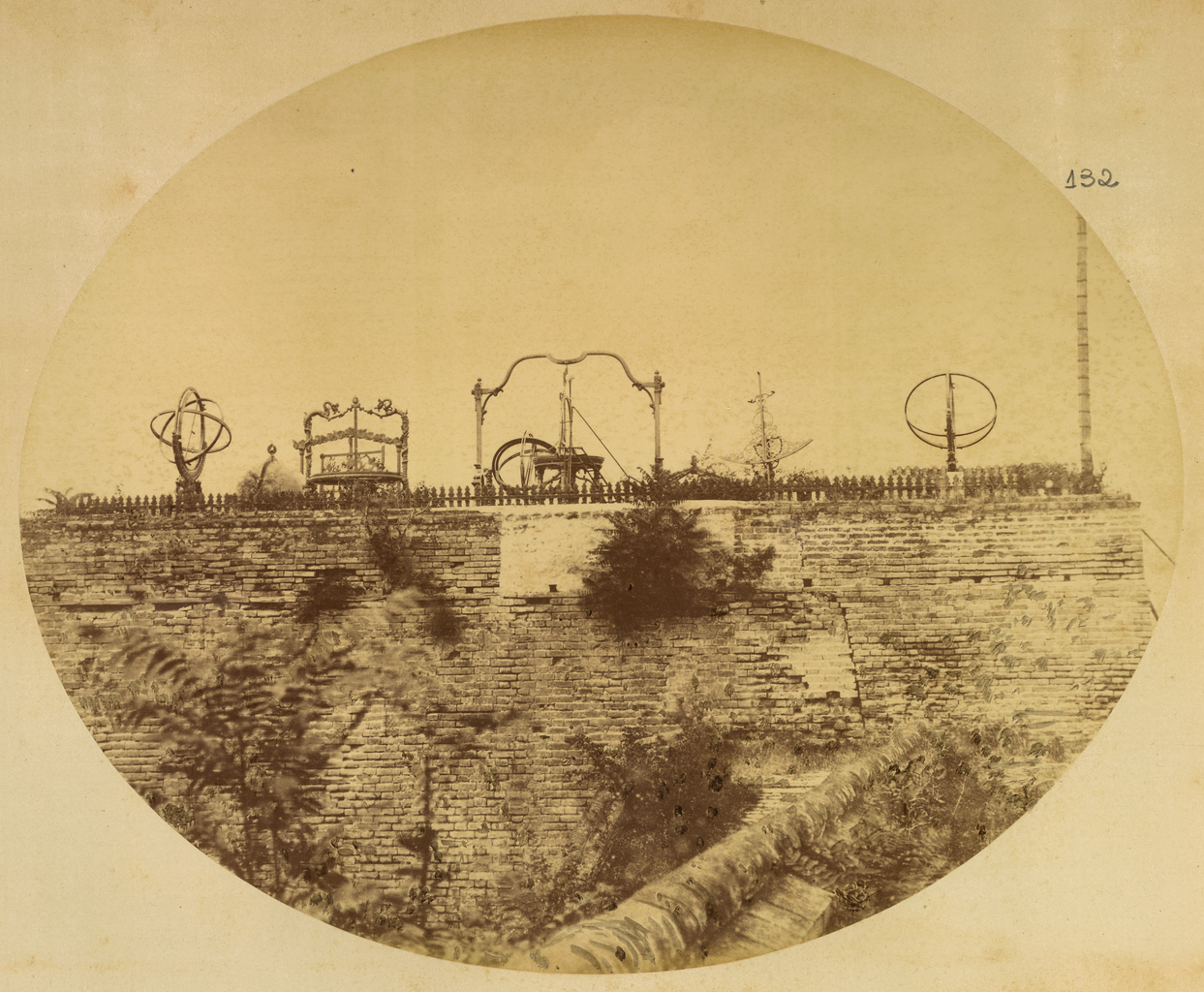
L'osservatorio nel 1874